# Morenoina epilobii
Morenoina epilobii är en svampart som först beskrevs av Marie Anne Libert, och fick sitt nu gällande namn av E. Müll. & Arx 1962. Morenoina epilobii ingår i släktet Morenoina och familjen Asterinaceae.   Inga underarter finns listade i Catalogue of Life.